# Zaldibar
Zaldibar város Spanyolországban,  Bizkaia tartományban. Zaldibar Berriz, Mallabia, Ermua, Eibar, Elgeta és Elorrio községekkel határos. Lakosainak száma 3027 fő (2024).

## Népesség
A település népessége az utóbbi években az alábbiak szerint változott:
| Lakosok száma | 2879 | 2894 | 2888 | 3014 | 3062 | 3062 | 3077 | 3043 | 3020 | 3027 |
|               | 2001 | 2004 | 2007 | 2009 | 2012 | 2014 | 2017 | 2019 | 2022 | 2024 |